# Bonbon au poivre
Pour plus de détails, voir Fiche technique et Distribution.
Bonbon au poivre est un film français réalisé par Marc Fitoussi et sorti en 2005.

## Fiche technique
- Titre : Bonbon au poivre
- Réalisation : Marc Fitoussi
- Scénario : Marc Fitoussi
- Costumes : Anne Schotte et Tiphaine Combelles
- Décors : Cédric Achenza et Éric Provenzano
- Photographie : Pénélope Pourriat
- Son : Benoît Ouvrard
- Montage : Serge Turquier
- Musique : Antoine Duhamel, Dixie Chicks, The Go ! Team, I'm Not a Gun et Sufjan Stevens
- Pays de production :  France
- Société de production : Avenue B Productions
- Durée : 34 minutes
- Date de sortie : France - 2005[1]

## Distribution
- Aure Atika
- Chantal Banlier
- Annie Mercier
- Olivier Claverie
- Anne Bouvier
- Francis Leplay
- Marie Gili-Pierre

## Distinctions
- Nomination pour le César du meilleur court métrage 2007[2]
- Lutin de la meilleure actrice 2007 (Chantal Banlier)[3]